# Hospital Militar de Área de Campo Grande
O Hospital Militar de Área de Campo Grande é uma unidade hospitalar que está localizada na cidade de Campo Grande, Mato Grosso do Sul atendendo a militares e civis. 
É subordinado à 9ª Região Militar e presta assistência à saúde aos militares e familiares nos Estados de Mato Grosso do Sul e Mato Grosso, a aproximadamente 50 mil usuários. Ao longo de sua existência, o Hospital Geral de Campo Grande tem prestado relevantes serviços à população, seja no atendimento específico aos militares e seus dependentes, seja nos casos de  calamidade pública, quando presta atendimento de emergência da população civil.

## Histórico
O Hospital Militar de Área de Campo Grande é oriundo do Hospital Militar de 2ª Classe, criado pelo Decreto nr 307 de 7 de abril de 1890. Em 1892 passou a Enfermaria Militar de Corumbá (Lei nr 126-B, de 21 de novembro e Decreto nr 1183, de 27 de dezembro de 1892), e para Hospital Militar de 3ª Classe (Decreto nr 15.230, de 31 de dezembro de 1921). 
O Decreto nº 15.230, de 31 de dezembro de 1921, criou a Enfermaria Hospital de Campo Grande, com sede em Campo Grande. A construção do Hospital Militar de Área de Campo Grande teve início em abril de 1922, sendo Presidente da República Epitácio Pessoa e o Ministro da Guerra  era João Pandiá Calógeras.
Todo o projeto de construção foi sob a supervisão técnica da chefia do Serviço de Engenharia do Exército, exercida pelo então General Cândido Mariano da Silva Rondon. A construção do H Mil A CG foi concluída em julho de 1923, sendo Presidente da República  Arthur Bernardes e Ministro da Guerra o General Setembrino de Carvalho; Chefe da Comissão Fiscalizadora o Capitão Mário Pinto Peixoto e fiscal da construção o Capitão Pedro Loureiro Villaboin; Construtores: Companhia Construtora de Santos.
A inauguração de suas instalações ocorreu em 1º de fevereiro de 1924, conforme Boletim Nº 25 da 1ª Circunscrição Militar (Atual 9ª Região Militar), de 30 de janeiro de 1924, data da criação do Hospital em Campo Grande. Ocorreu a absorção da Enfermaria Hospital de Campo Grande pelo Hospital Militar de 3ª Classe, com sede em Corumbá e sua sede mudou para Campo Grande, MS. O prédio do H Mil A CG possuía um pavilhão central e 16 pavilhões isolados.
Foi inaugurado pelo Cap Méd Dr. Júlio Mário de Castro Pinto, sendo ele o seu primeiro Diretor.
O H Mil A CG presta assistência à saúde aos militares e familiares nos Estados de Mato Grosso do Sul e Mato Grosso e a cidade de Aragarças-GO, a aproximadamente 63 mil usuários.
A Guarnição Militar de Campo Grande é datada de 8 de março de 1914; quando o Hospital Militar chegou a Campo Grande em 1921, a Guarnição era composta de seis Unidades Militares. Destas Organizações Militares, umas foram extintas e outras transferidas para outras localidades. Na ordem de instalação, somente ficou a 1ª Circunscrição Militar, atual 9ª Região Militar, e o Hospital Militar de Área de Campo Grande sendo a segunda Unidade mais antiga em instalação na cidade de Campo Grande.
Ao longo de sua existência, o Hospital Militar de Área de Campo Grande tem prestado relevantes serviços à população, seja no atendimento específico aos militares e seus dependentes, seja nos casos de  calamidade pública, quando presta atendimento de emergência da população civil.
O Hospital Militar de Área de Campo Grande é subordinado à 9ª Região Militar.

## Reconhecimento
O Hospital foi um dos melhores classificados na Avaliação da Excelência na Gestão da Assistência à Saúde da Família Militar no de 2014.